# Гендерна чутливість
Гендерна чутливість (англ. Gender sensitivity) ― процес та навичка усвідомлення впливу гендеру, привілеїв та сексизму на життя людей завдяки поводженню з іншими. Термін увійшов у міжнародний вжиток після використання на четвертому конгресі жінок ООН у Пекіні в 1995 р. Підвищується шляхом гендерної сенсибілізації. Антонім ― гендерна сліпота.
Суспільства є гендерно нечутливими, як правило, до жінок. Гендерні відносини існують у всіх інституціях, і гендерна чутливість особливо проявляється у розумінні привілеїв та дискримінації за статтю. Тренінги з гендерної чутливості використовуються для навчання, як правило, службовців, щоб вони стали обізнанішими та чутливішими до гендеру у своєму житті та на робочих місцях. Такі заходи набувають все більшої популярності в США, особливо у сфері послуг, таких як охорона здоров'я та освіта.

## Гендерна чутливість у репродуктивному здоров'ї
У репродуктивному здоров'ї гендерно-чутливий підхід означає поводження з усіма клієнтами з рівною повагою, незалежно від статі, гендерної ідентичності, шлюбного статусу, сексуальної орієнтації та віку. Індикатори гендерно-чутливого обслуговування включають:
- уникнення дискримінації чи стереотипізування людей на основі статі,
- однакова повага до всіх клієнтів,
- тренінги з гендерної чутливості для всього персоналу.
- інформована згода на лікування для всіх клієнтів.

Люди схильні звертатися за додатковими послугами до установ та людей, що надають гендерно чутливі послуги в сфері здоров'я.

## Гендерна чутливість та діти
Гендерна чутливість підвищується шляхом гендерної сенсибілізації, яка сприяє рівності, дозволяючи чоловікам і жінкам вирізняти стереотипне для їхньої статі. Вчителі можуть навчати дітей гендерній сенсибілізації через те, як ведуть себе з класом і взаємодіють з учнями, уникаючи сексизму в освіті (подвійного навчального плану). Вчителі(-ки), які сприймають своїх учнів поза гендерними стереотипами, впливають на зміну процесів мислення дітей, це допомагає руйнувати соціальні стигми у дитинстві та протягом усього подальшого життя.
Навчання дітей чутливості до гендеру значною мірою залежить від батьків чи опікунів. Діти починають формувати свою гендерну ідентичність приблизно у два-три роки. У цьому віці вона посилюється завдяки ставленню до них батьків, незалежно від того, є вони гендерно-чутливими чи ні.
Поширені гендерно нечутливі фрази: «будь чоловіком»/«ти ж дівчинка». Інші приклади не гендерно-чутливого підкріплення: навчати дітей, що рожевий ― це «жіночий» колір, а синій ― «чоловічий», спонукання дівчат грати в ляльки, а хлопчиків ― у машинки. Навчання дітей позагендерним (універсальним) ролям за межами бінаризму допомагає подолати гендерні стереотипи та зменшити сексизм.

## Глобальна гендерна чутливість
- Див. Гендерна сліпота, Феміністична оптика та Гендерна політика.